# Animação moderna nos Estados Unidos
Animação moderna nos Estados Unidos descreve a história da animação nos Estados Unidos da América a partir do final dos anos 80 até os dias atuais. Este período algumas vezes é designado como o Renascimento da animação americana, durante o qual muitas das grandes empresas de entretenimento estadunidenses reformaram e revigoraram seus departamentos de animação, após o declínio geral que sofreram durante os anos 70 e 80.